# Dubuc Falls
Die Dubuc Falls sind ein Wasserfall auf der Karibikinsel Dominica.
Der Wasserfall liegt im Parish Saint Patrick, am gleichnamigen Dubuc River. Er ist nur etwas mehr als einen Kilometer von der Küste entfernt in den Schluchten der Ausläufer von Foundland und besteht aus mehreren kleinen Kaskaden.